# Corneliu Coposu
Corneliu Coposu (né le 20 mai 1914, à Bobota, Sălaj, mort le 11 novembre 1995, à Bucarest) était un homme politique roumain, président entre 1989 et 1995 du Parti national paysan (en roumain Partidul Național Țărănesc), sénateur royaliste et dirigeant chrétien démocrate de l'opposition dans la Roumanie postcommuniste.

## Biographie
Homme d’une grande piété (son père était membre de l’Assemblée en 1918 et sa mère, fille d’un Archiprêtre), né le 20 mai 1914 à Bobota, Corneliu Coposu fut un étudiant en droit et en économie à l'université Babeș-Bolyai de Cluj (1930- 1934) avant de rejoindre le Parti national paysan (PNȚ) dont il devient Président de sa section jeunesse à Cluj. Devenu le secrétaire privé du leader du PNȚ, Iuliu Maniu, il entre en opposition à la dictature du maréchal Antonescu.
Membre de la délégation qui prend contact avec les Alliés en 1940, ses talents d’avocat permettent au PNȚ de nouer une alliance avec Londres et ainsi de pouvoir dédouaner la personne du roi Michel Ier. Soutenant le coup d’état du roi en 1944, il devient un opposant au régime communiste du Premier ministre Petru Groza et dénoncera les élections truquées de 1946. Dès octobre 1946 d’ailleurs, un rapport dénonçant les activités communistes sera envoyé aux Nations unies. Arrêté le 14 juillet 1947 avec tout le Conseil politique du PNȚ (malgré une tentative de fuite plus ou moins controversée, tentative de décrédibilisation par les communistes), il sera emprisonné pendant 9 ans (sans jugement) bien que le pouvoir communiste n’ait pu trouver aucune charge contre lui. En 1956, sa peine fut commuée à l’emprisonnement à vie au motif qu’il avait « trahi les travailleurs » et de « crime contre les réformes sociales ». Ses conditions d’emprisonnement furent particulièrement dures.
Finalement libéré en avril 1964 (il était en résidence surveillée depuis deux ans), il tenta de reformer le PNȚ, organisa des réunions clandestines mais fut la surveillance constante de la police politique, la Securitate. À cause de son emprisonnement, Corneliu Coposu ne put trouver que du travail dans les usines. Il fera l’objet de 27 perquisitions entre 1964 et 1989. En 1987, le PNȚ entre dans l’Internationale démocrate chrétienne. Lors de la révolution roumaine de décembre 1989, il réorganise le PNȚ dont il a secrètement pris la tête et publie un manifeste qui dessine le futur programme monarchiste de cette fin de XXe siècle. Le Parti national paysan devenu Parti national paysan chrétien-démocrate est de nouveau légalisé.
Principal opposant au Front de salut national (FSN), il manqua d’être une victime des émeutes minières du 28 janvier 1990 (le FSN lancera une virulente campagne de presse contre lui). Président du PNȚCD, il unifie divers groupes politiques sous le nom de Convention démocratique roumaine dont il assumera le leadership du 27 septembre 1991 à 1993.
Élu sénateur en 1992, il rencontre le roi Michel Ier lors de sa visite dans le pays pour les fêtes de Pâques la même année. Il recevra des mains de l’Ambassadeur de France, la croix de grand officier de l'ordre national de la Légion d'honneur en 1995, juste avant de décéder le 11 novembre 1995, d'un cancer du poumon. Plus de 100 000 personnes assisteront à son enterrement 3 jours plus tard.
Son épouse, Arlette Marcovici, avait été accusée d’espionnage et emprisonnée durant 14 ans en 1950. Elle mourut en 1965 des causes d’une grave maladie.